# 阿拉克魯斯 (聖埃斯皮里圖州)
19°49′12″S 40°16′22″W / 19.82000°S 40.27278°W

阿拉克魯斯（葡萄牙語：Aracruz），是巴西的城鎮，位於該國東南部，由聖埃斯皮里圖州負責管轄，始建於1848年4月3日，面積1,424平方公里，2010年人口81,832，人口密度每平方公里57.47人。